# Playas de Rosarito
Playas de Rosarito er en by i den mexicanske delstat Baja California. Byen er administrativt center for kommunen Playas de Rosarito. På grund af den korte afstand til Tijuana, regnes Rosarito som en del af Tijuanas storbyområde. Folketællinger fra 2005 viser et indbyggertal på 56 877 for byen.
32°21′38.441″N 117°3′2.0556″V / 32.36067806°N 117.050571000°V